# NGC 7205
NGC 7205 este o galaxie situată în constelația Tucanul. A fost descoperită în 10 iulie 1834 de către John Herschel. Se află la o distanță de 18,97 megaparseci de Pământ.